# Federica Ridolfi
Federica Ridolfi (ur. 2 marca 1974 w Rzymie) – włoska tancerka występująca w wielu programach telewizyjnych.

## Życiorys
Federica Ridolfi jest córką aktora Ganniego Ridolfiego i narzeczoną piłkarza Giuliano Giannicheddy. Federica Ridolfi występowała w programie Quelli che... il calcio razem z Simoną Ventura.